# ペンティ・コッコネン
ペンティ・コッコネン（Pentti Juhani Kokkonen、1955年12月15日 - ）は、フィンランド、西スオミ州ヤムサ(Jämsä)出身の元スキージャンプ選手。

## プロフィール
現役時代はラハティの名門スキークラブ Lahden Hiihtoseuraに所属し、活躍した。
1976-1977シーズンのジャンプ週間（1976年12月30日オーベルストドルフ）で国際大会にデビュー。
1978年、地元ラハティで開催された世界選手権で70m級5位、90m級12位、また同時に行われたラハティスキーゲームズの団体戦で銀メダルを獲得した。
1978-1979シーズンのジャンプ週間では第1戦から3位、3位、1位、1位とすべて表彰台に上がり、総合優勝を果たした。1979年のラハティスキーゲームズでも優勝した。
1980年のレークプラシッドオリンピックでは70m級5位入賞、90m級では12位、1982年ノルディックスキー世界選手権（ノルウェー、オスロ）では団体戦で銅メダルを獲得、70m級18位、90m級6位となった。
1984年のサラエボオリンピックでは70m級12位、90m級14位に終わったが、世界選手権団体戦では金メダルを獲得、翌1985年にオーストリア、ゼーフェルトで開催された1985年ノルディックスキー世界選手権で団体戦2大会連続の金メダルを獲得した。
2004年からはフィンランドジュニアチームのコーチを務めている。